# Copa de baloncesto de Ucrania
La Copa de baloncesto de Ucrania (en ucraniano, Кубок України з баскетболу) es la competición de copa de baloncesto en Ucrania. Se celebra desde 1993. El equipo que más títulos ha logrado es el BC Azovmash, con 5.

## Palmarés
| Temporada | Campeón        | Marcador | Finalista         | MVP                   | Pabellón                   | Ciudad     | Ref.   |
| --------- | -------------- | -------- | ----------------- | --------------------- | -------------------------- | ---------- | ------ |
| 1993      | Odessa         | 97-65    | TIIT Kharkov      | Vladimir Levitsky     |                            | Odessa     |        |
| 1996      | Budivelnyk     | 112-92   | Shakhtar Donetsk  | Leonid Yailo          |                            | Kiev       |        |
| 1997      | CSKA Kyiv      | 105-84   | Dandy Basket      | Andrei Kharchynskyi   |                            | Kiev       |        |
| 1999      | CSKA Kyiv      | 71-47    | MBС Mykolaiv      | Vladimir Holopov      |                            | Kiev       |        |
| 2001      | Odessa         | 82-81    | MBС Mykolaiv      | Aleksandr Raevsky     |                            | Izmaíl     |        |
| 2002      | Azovmash       | 85-70    | BC 93 Pulsar      | Alexandr Paşcenco     |                            | Mykolaiv   |        |
| 2003      | Azovmash       | 88-67    | Sumykhimprom      | Andrej Botichev       |                            | Mariúpol   |        |
| 2006      | Azovmash       | 81-73    | Kiev              | Khalid El-Amin        |                            | Mariúpol   |        |
| 2007      | Kyiv           | 75-65    | Azovmash          | Artur Drozdov         |                            | Kiev       |        |
| 2008      | Azovmash       | 73–63    | Kiev              | Yegor Mescheriakov    |                            | Sumy       | [ 1 ]  |
| 2009      | Azovmash       | 75–74    | Kiev              | Khalid El-Amin        |                            | Kiev       | [ 2 ]  |
| 2010      | Ferro-ZNTU     | 82–74    | Kiev              | Viacheslav Kravtsov   |                            | Kiev       | [ 3 ]  |
| 2011      | Dnipro         | 81–79    | Azovmash          | Mykhailo Nasennik     |                            | Cherkasy   |        |
| 2012      | Budivelnyk     | 88-86    | Ferro-ZNTU        | Vitaly Boyko          |                            | Sebastopol |        |
| 2013      | Ferro-ZNTU     | 87–69    | Hoverla           | Oleksandr Rybalko     | Palace of Sports           | Lviv       | [ 4 ]  |
| 2014      | Budivelnyk     | 96–88    | Donetsk           | Darjuš Lavrinovič     | Palace of Sports           | Kiev       | [ 5 ]  |
| 2015      | Budivelnyk     | 73–60    | Dnipro            | Maksym Pustozvonov    | Palace of Sports           | Kiev       | [ 6 ]  |
| 2016      | Khimik         | 71–51    | Kryvbas           | Vladimir Konev        | Palace of Sports           | Kiev       | [ 7 ]  |
| 2017      | Dnipro         | 86–82    | Budivelnyk        | Stanyslav Tymofejenko | Palace of Sports           | Kiev       | [ 8 ]  |
| 2018      | Dnipro         | 78–71    | Khimik-OPZ Yuzhny | Dmitriy Glebov        | Palace of Sports Lokomotiv | Járkov     | [ 9 ]  |
| 2019      | Dnipro (4)     | 74–69    | Odessa            | Alexander Mishula     | Palace of Sports Shynnik   | Dnipro     |        |
| 2020      | Khimik (2)     | 78–77    | Dnipro            | Lewis Sullivan        |                            |            | [ 10 ] |
| 2021      | Budivelnyk (5) | 93–70    | Cherkaski Mavpy   | Steve Burtt Jr.       | Palace of Sports           | Kiev       | [ 11 ] |